# Jan Lubrański

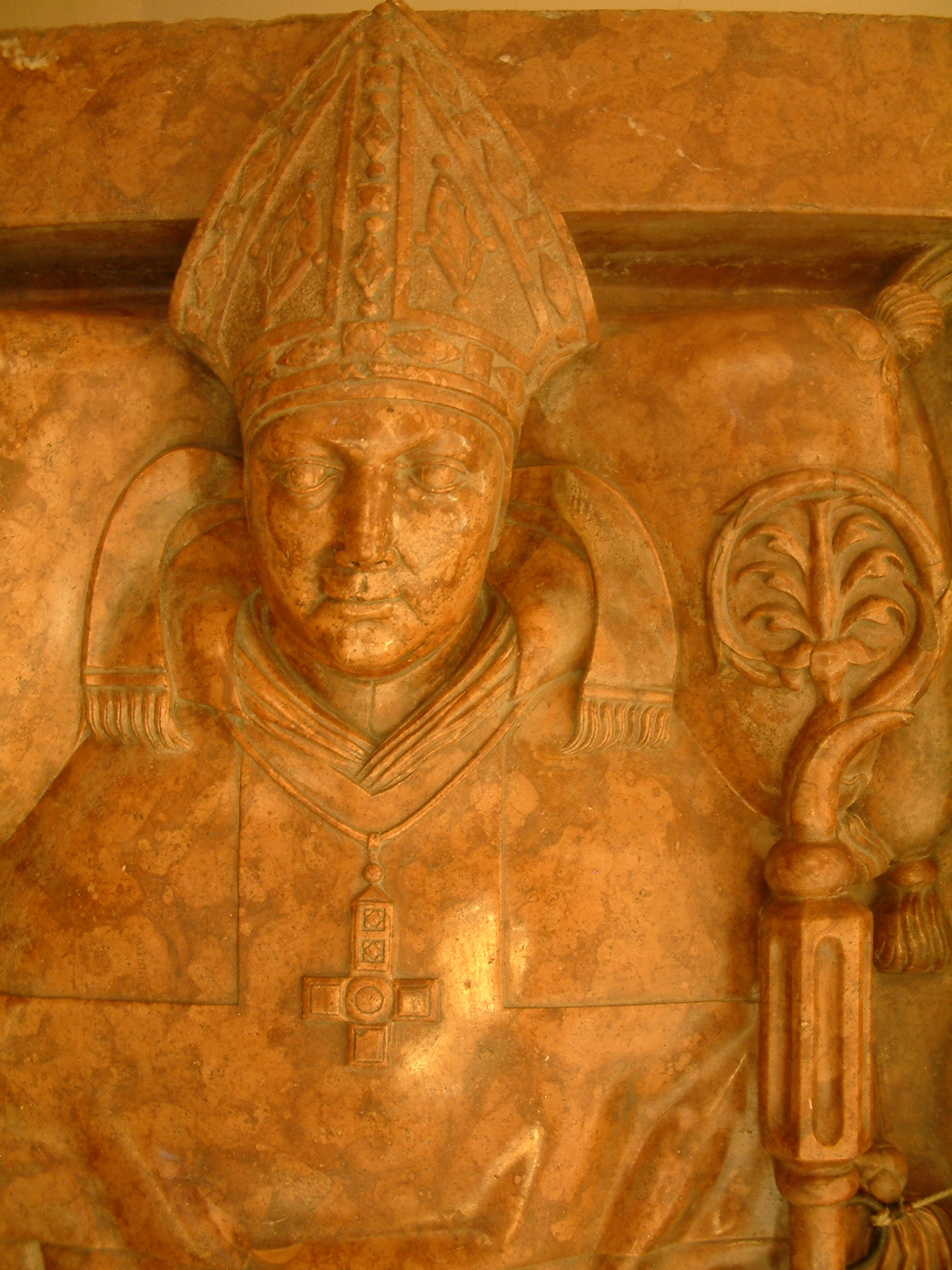
Jan Lubrańskis grav.

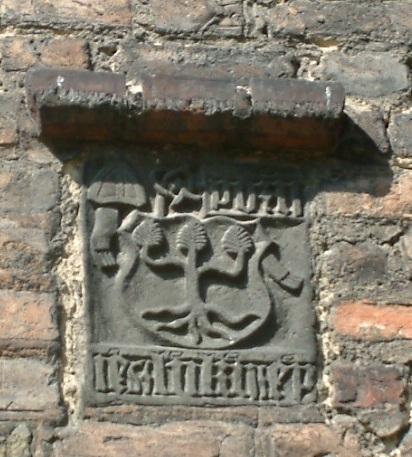
Jan Lubrańskis vapen.

Jan Lubrański, född 1456, död den 22 maj 1520, var en polsk biskop, politiker och diplomat.
Åren 1497 till 1498 var han biskop av Płock och från 1498 biskop av Poznań. Han grundlade talrika kyrko i sitt stift och var initiativtagare till återuppbyggnaden av katedarlen i Poznań. Som biskop var han självskriven medlem i parlament och samarbetade nära med de polska kungarna. Dessa använde honom även flitigt för diplomatiska ärenden. År 1519 grundade han den efter honom uppkallade Lubrański-akademin i Poznań.